# Creswell (Staffordshire)
Creswell is een plaats en civil parish in het bestuurlijke gebied Stafford, in het Engelse graafschap Staffordshire. In 2001 telde het dorp 359 inwoners.